# Ощепковское сельское поселение
Ощепковское се́льское поселе́ние — муниципальное образование в Абатском районе Тюменской области Российской Федерации.
Административный центр — село Ощепково.

## География
Сельское поселение расположено на севере Абатского района. Основные реки: Ишим, Яузяк и др. Также здесь расположено озеро Марухи. 

## История
Статус и границы сельского поселения установлены Законом Тюменской области от 5 ноября 2004 года № 263 «Об установлении границ муниципальных образований Тюменской области и наделении их статусом муниципального района, городского округа и сельского поселения».

## Население
| 2010  | 2011  | 2012  | 2013  | 2014  | 2015  | 2016  |
| ----- | ----- | ----- | ----- | ----- | ----- | ----- |
| 2122  | ↘2113 | ↘2064 | ↘2036 | ↘1990 | ↘1976 | ↘1940 |
| 2017  | 2018  | 2019  | 2020  | 2021  | 2023  |       |
| ↗1948 | ↘1911 | ↘1864 | ↘1819 | ↗2241 | ↘2208 |       |

## Состав сельского поселения
| № | Населённый пункт | Тип населённого пункта       | Население |
| - | ---------------- | ---------------------------- | --------- |
| 1 | Быструха         | село                         | ↘775      |
| 2 | Ощепково         | село, административный центр | ↘676      |
| 3 | Погорелка        | деревня                      | ↘124      |
| 4 | Спирина          | деревня                      | ↘99       |
| 5 | Тельцова         | деревня                      | ↘145      |
| 6 | Челнокова        | деревня                      | ↘181      |
| 7 | Яузяк            | деревня                      | ↘122      |

## Инфраструктура
Санаторий «Марушенские зори».